# Lasse (Maine-et-Loire)
Pour les articles homonymes, voir Lasse.
Lasse est une ancienne commune française située dans le département de Maine-et-Loire, en région Pays de la Loire. Le 15 décembre 2016, la commune devient une commune déléguée au sein de la commune nouvelle de Noyant-Villages.
Cette ancienne commune rurale se situe dans le Baugeois, à l'est de Baugé et à l'ouest de Noyant.

## Géographie
Ce village angevin de l'ouest de la France se situe dans l'est du Baugeois, à l'ouest de Noyant, sur la route D 139 qui va de Mouliherne (au sud) à Vaulandry (au nord). Baugé se trouve à 9 km et Saumur à 32 km,. Son territoire est essentiellement rural.
Le Baugeois est la partie nord-est du département de Maine-et-Loire. Elle est délimitée au sud par la vallée de l'Authion et celle de la Loire, et à l'ouest par la vallée de la Sarthe.

### Aux alentours
Les communes les plus proches sont Chavaignes (2 km), Auverse (4 km), Pontigné (4 km), Le Guédeniau (6 km), Genneteil (7 km), Mouliherne (8 km), Saint-Martin-d'Arcé (8 km), Bocé (8 km), Chigné (8 km) et Vaulandry (8 km).

### Topographie, géologie et relief
L'altitude de la commune varie de 64 à 101 mètres, pour une altitude moyenne de 85 mètres, et s'étend sur près de 29 km2 (2 894 hectares).
Lasse se situe sur l'unité paysagère du Plateau du Baugeois. Le relief du Baugeois est principalement constitué d'un plateau, aux terrains sablonneux, siliceux ou calcaires, caractérisés par de larges affleurements sédimentaires, crétacés, sables et calcaires aux teintes claires.
Une partie de la commune est classée en zone naturelle d'intérêt écologique, floristique et faunistique (ZNIEFF), pour les zones de la forêt de Chandelais, bois des Bellangères, bois Lanfray, et bois au Moine, bois de Bel Air et boisements proches.

### Hydrographie
Le territoire de la commune est traversé par la rivière Le Couasnon.

### Climat
Le climat angevin est tempéré, de type océanique. Il est particulièrement doux, compte tenu de sa situation entre les influences océaniques et continentales. Généralement les hivers sont pluvieux, les gelées rares et les étés ensoleillés. Le climat du Baugeois est plus continental : plus sec et chaud l'été.

## Urbanisme
Morphologie urbaine : Le village s'inscrit dans un territoire essentiellement rural.
En 2009 on trouve 148 logements dans la commune de Lasse, dont 72 % sont des résidences principales, pour une moyenne dans le département de 91 %, et dont 61 % des ménages en sont propriétaires. En 2013, on y trouve 157 logements, dont 72 % sont des résidences principales, pour une moyenne dans le département de 90 %, et dont 61 % des ménages en sont propriétaires.

## Toponymie
Formes anciennes du nom : Ascia en 1147, Lace en 1190, Parochia de Ascia en 1338, L'Asse au XVIIe siècle, puis Lasse au XVIIIe siècle. Dans les archives, on rencontre aussi la forme Lassé,.
Une autre commune française porte le nom de « Lasse » ; il s'agit de Lasse (Pyrénées-Atlantiques).
Nom des habitants : Les Lassois.

## Histoire

### Moyen Âge
Au Moyen Âge, et jusqu'au XVIIe siècle, la châtellenie a son siège à la Cour de Lasse, logis voisin de l'église.

### Ancien Régime
Sous l'Ancien Régime, Lasse dépend de la sénéchaussée angevine de Baugé, du diocèse d'Angers et de l'archiprêtré du Lude.

### Époque contemporaine
À la réorganisation administrative qui suit la Révolution, la municipalité est rattachée en 1790 au canton de Mouliherne, puis à celui de Noyant. Il est intégré au district de Baugé, puis en 1800 à l'arrondissement de Baugé, et à sa disparition en 1926, à l'arrondissement de Saumur.
À la fin du XIXe siècle, la ligne de chemin de fer du Petit Anjou est construite, dont la ligne Angers-Noyant qui passe par Lasse, Auverse et Noyant.
Un rapprochement intervient en 2016. Le 15 décembre, les communes de Auverse, Breil, Broc, Chalonnes-sous-le-Lude, Chavaignes, Chigné, Dénezé-sous-le-Lude, Genneteil, Lasse, Linières-Bouton, Meigné-le-Vicomte, Méon, Noyant et Parçay-les-Pins, s'associent pour former la commune nouvelle de Noyant-Villages. Lasse en devient une commune déléguée.

## Politique et administration

### Administration municipale

#### Administration actuelle
Depuis le 15 décembre 2016, Lasse constitue une commune déléguée au sein de la commune nouvelle de Noyant-Villages et dispose d'un maire délégué.
| Période                                  | Période  | Identité           | Étiquette | Qualité |
| ---------------------------------------- | -------- | ------------------ | --------- | ------- |
| décembre 2016                            | mai 2020 | Henri d'Oysonville |           |         |
| mai 2020                                 | en cours | Philippe Proult    |           |         |
| Les données manquantes sont à compléter. |          |                    |           |         |

#### Administration ancienne
La commune est créée à la Révolution. Municipalité en 1790. Le conseil municipal est composé de 11 élus.
| Période                                  | Période       | Identité           | Étiquette | Qualité |
| ---------------------------------------- | ------------- | ------------------ | --------- | ------- |
| 1800                                     |               | J.-Fr. Lemercier   |           |         |
| 1804                                     |               | Pierre Lemercier   |           |         |
| 1821                                     |               | François Lemercier |           |         |
| 1830                                     |               | Pierre Lemercier   |           |         |
| 1855                                     |               | Louis Freslon      |           |         |
| 1860                                     |               | Méré               |           |         |
| 1870                                     |               | Esnault            |           |         |
| 1874                                     |               | Achille Dubois     |           |         |
| 1878                                     |               | Jean Esnault       |           |         |
| 1881                                     |               | Louis Proust       |           |         |
| 1912                                     |               | d'Oysonville       |           |         |
| 1935                                     |               | Eugène Beldent     |           |         |
| mai 1945                                 |               | Victor David       |           |         |
| octobre 1947                             |               | Léon Gripon        |           |         |
| mai 1953                                 |               | André Beldert      |           |         |
| mars 2001                                | mars 2014     | Guy Deprez         |           |         |
| mars 2014                                | décembre 2016 | Henri d'Oysonville |           |         |
| Les données manquantes sont à compléter. |               |                    |           |         |

### Jumelages
La commune ne comporte pas de jumelage.

### Ancienne situation administrative

#### Intercommunalité
La commune fait partie jusqu'en 2016 de la communauté de communes canton de Noyant. Créée en 2000, cette structure intercommunale regroupe les quinze communes du canton, dont Auverse, Chavaignes, Chigné et Genneteil,. L'intercommunalité est dissoute le 15 décembre 2016.
La communauté de communes est alors membre du Pays des Vallées d'Anjou, structure administrative d'aménagement du territoire, comprenant six communautés de communes : Beaufort-en-Anjou, Canton de Baugé, Canton de Noyant, Loir-et-Sarthe, Loire Longué et Portes-de-l'Anjou.
La commune fait également partie du SICTOD Nord Est Anjou, membre du SIVERT, syndicat intercommunal de valorisation et de recyclage thermique des déchets de l'Est Anjou qui se trouve à Lasse, et fait également partie du SIVU AEP de la région de Noyant pour le traitement de l'eau potable.

#### Autres circonscriptions
Jusqu'en 2014, Lasse fait partie du canton de Noyant et de l'arrondissement de Saumur. Ce canton compte alors les quinze mêmes communes que celles de la communauté de communes. Dans le cadre de la réforme territoriale, un nouveau découpage territorial pour le département de Maine-et-Loire est défini par le décret du 26 février 2014. La commune est alors rattachée au canton de Beaufort-en-Vallée, avec une entrée en vigueur au renouvellement des assemblées départementales de 2015.
La commune est dans la troisième circonscription de Maine-et-Loire, composée de huit cantons, dont Baugé et Longué-Jumelles. Cette circonscription de Maine-et-Loire est l'une des sept circonscriptions législatives que compte le département.

## Population et société

### Évolution démographique
L'évolution du nombre d'habitants est connue à travers les recensements de la population effectués dans la commune depuis 1793. À partir du 1er janvier 2009, les populations légales des communes sont publiées annuellement dans le cadre d'un recensement qui repose désormais sur une collecte d'information annuelle, concernant successivement tous les territoires communaux au cours d'une période de cinq ans. 
Pour les communes de moins de 10 000 habitants, une enquête de recensement portant sur toute la population est réalisée tous les cinq ans, les populations légales des années intermédiaires étant quant à elles estimées par interpolation ou extrapolation. Pour la commune, le premier recensement exhaustif entrant dans le cadre du nouveau dispositif a été réalisé en 2006,.
En 2014, la commune comptait 285 habitants, en évolution de +5,17 % par rapport à 2009 (Maine-et-Loire : +3,3 %, France hors Mayotte : +2,49 %).
| 1793 | 1800 | 1806 | 1821 | 1831 | 1836 | 1841 | 1846 | 1851 |
| ---- | ---- | ---- | ---- | ---- | ---- | ---- | ---- | ---- |
| 712  | 727  | 783  | 813  | 882  | 922  | 884  | 869  | 829  |

| 1856 | 1861 | 1866 | 1872 | 1876 | 1881 | 1886 | 1891 | 1896 |
| ---- | ---- | ---- | ---- | ---- | ---- | ---- | ---- | ---- |
| 771  | 796  | 791  | 706  | 737  | 746  | 740  | 741  | 727  |

| 1901 | 1906 | 1911 | 1921 | 1926 | 1931 | 1936 | 1946 | 1954 |
| ---- | ---- | ---- | ---- | ---- | ---- | ---- | ---- | ---- |
| 669  | 626  | 627  | 541  | 535  | 535  | 529  | 526  | 456  |

| 1962 | 1968 | 1975 | 1982 | 1990 | 1999 | 2006 | 2011 | 2014 |
| ---- | ---- | ---- | ---- | ---- | ---- | ---- | ---- | ---- |
| 430  | 371  | 328  | 257  | 226  | 247  | 251  | 292  | 285  |

### Pyramide des âges
La population de la commune est relativement jeune. Le taux de personnes d'un âge supérieur à 60 ans (20,3 %) est en effet inférieur au taux national (21,8 %) et au taux départemental (21,4 %).
Contrairement aux répartitions nationale et départementale, la population masculine de la commune est supérieure à la population féminine (51,8 % contre 48,7 % au niveau national et 48,9 % au niveau départemental).
La répartition de la population de la commune par tranches d'âge est, en 2008, la suivante :
- 51,8 % d'hommes (0 à 14 ans = 21,5 %, 15 à 29 ans = 15,4 %, 30 à 44 ans = 23,1 %, 45 à 59 ans = 17,7 %, plus de 60 ans = 22,3 %) ;
- 48,2 % de femmes (0 à 14 ans = 24,8 %, 15 à 29 ans = 18,2 %, 30 à 44 ans = 18,2 %, 45 à 59 ans = 20,7 %, plus de 60 ans = 18,1 %).

| Hommes | Classe d’âge | Femmes |
| ------ | ------------ | ------ |
| 0,8    | 90 ans ou +  | 0,0    |
| 6,9    | 75 à 89 ans  | 7,4    |
| 14,6   | 60 à 74 ans  | 10,7   |
| 17,7   | 45 à 59 ans  | 20,7   |
| 23,1   | 30 à 44 ans  | 18,2   |
| 15,4   | 15 à 29 ans  | 18,2   |
| 21,5   | 0 à 14 ans   | 24,8   |

| Hommes | Classe d’âge | Femmes |
| ------ | ------------ | ------ |
| 0,4    | 90 ans ou +  | 1,1    |
| 6,3    | 75 à 89 ans  | 9,5    |
| 12,1   | 60 à 74 ans  | 13,1   |
| 20,0   | 45 à 59 ans  | 19,4   |
| 20,3   | 30 à 44 ans  | 19,3   |
| 20,2   | 15 à 29 ans  | 18,9   |
| 20,7   | 0 à 14 ans   | 18,7   |

### Vie locale
Services publics présents dans la commune : mairie, école maternelle, école primaire, cantine municipale, garderie périscolaire. Les autres services publics se trouvent à Noyant.
L'hôpital local le plus proche se trouve à Baugé (95 places) ainsi que plusieurs maisons de retraite.
La collecte des déchets ménagers (tri sélectif) est organisée par la communauté de communes du canton de Noyant.

## Économie

### Tissu économique
Commune principalement agricole, en 2009, sur les 37 établissements présents, 60 % relèvent du secteur de l'agriculture (pour 18 % dans le département). L'année suivante, en 2010, sur 38 établissements présents dans la commune, 58 % relèvent du secteur de l'agriculture (pour une moyenne de 17 % dans le département), 13 % du secteur de l'industrie, 5 % du secteur de la construction, 18 % de celui du commerce et des services et 5 % du secteur de l'administration et de la santé.
Sur 41 établissements présents dans la commune à la fin de l'année 2013, 42 % relèvent du secteur de l'agriculture (pour une moyenne de 12 % dans le département), 20 % du secteur de l'industrie, 5 % du secteur de la construction, 27 % de celui du commerce et des services et 5 % du secteur de l'administration et de la santé.

### Agriculture
Liste des appellations présentes sur le territoire :
- IGP Bœuf du Maine, IGP Porc de la Sarthe, IGP Volailles de Loué, IGP Volailles du Maine, IGP Œufs de Loué,
- IGP Cidre de Bretagne ou Cidre breton.

## Culture locale et patrimoine

### Lieux et monuments

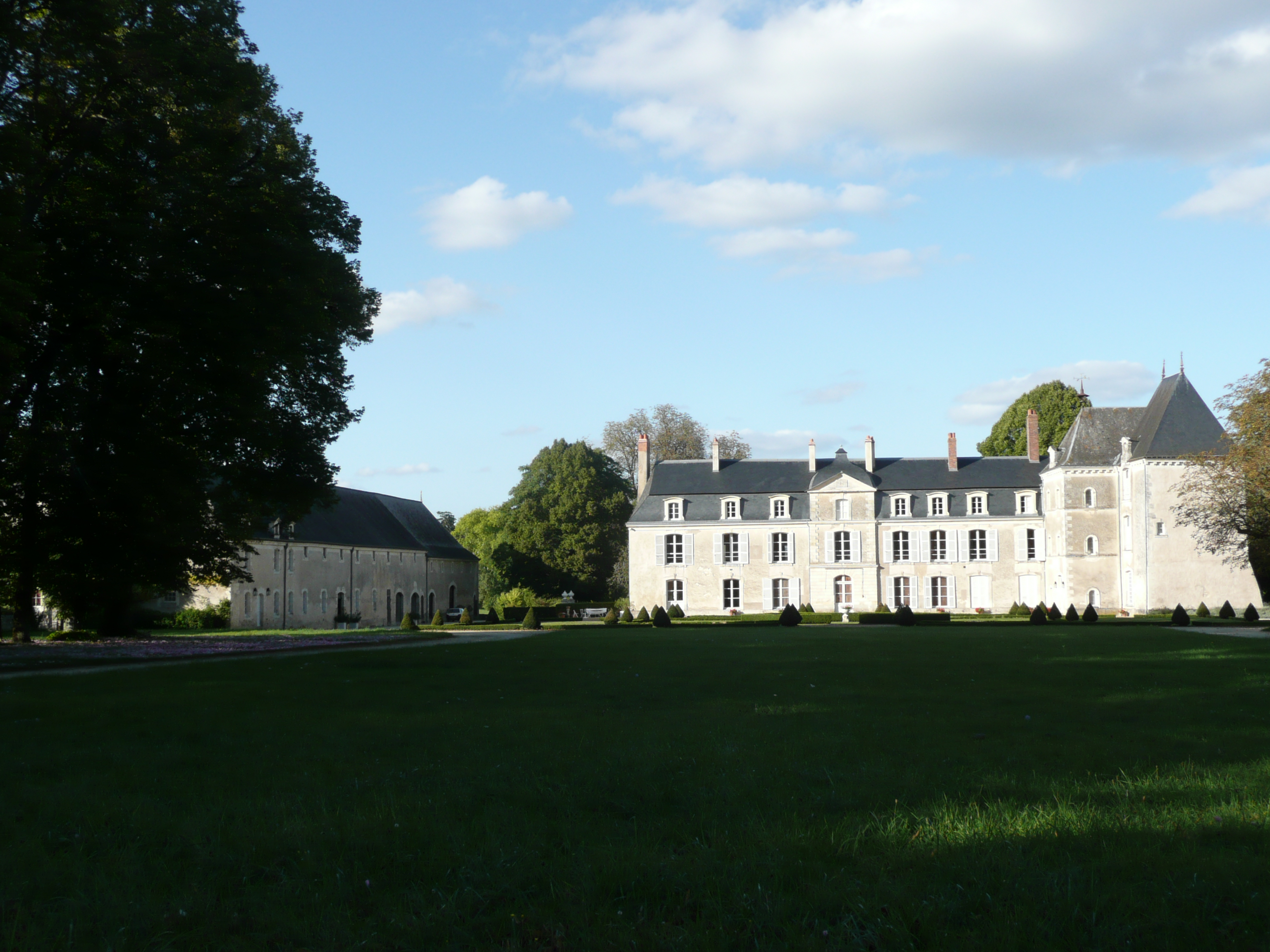
Le château du Bouchet.

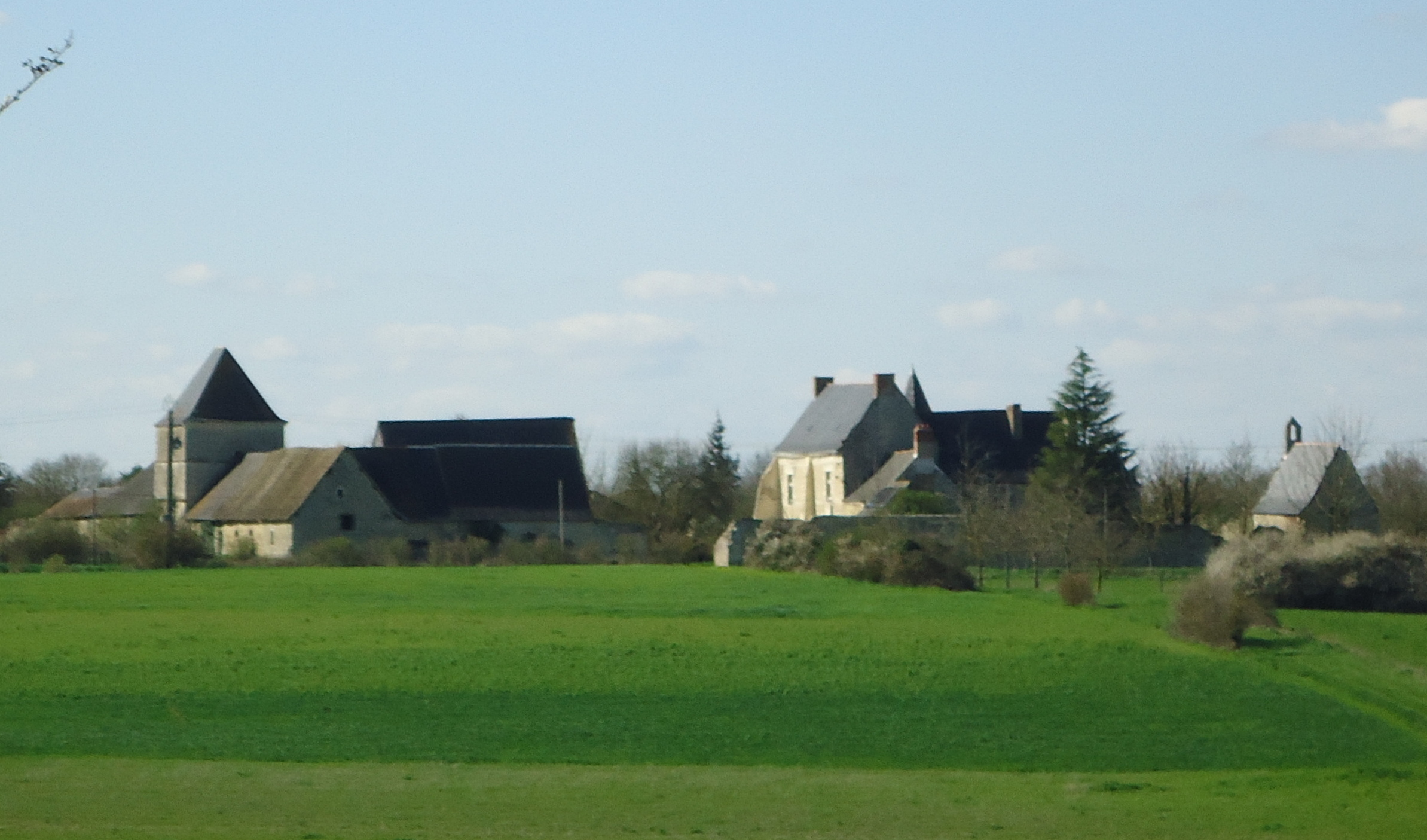
Ensemble seigneurial de Poizieux.

- Château du Bouchet, du XVIe siècle, transformé en demeure d'agrément au XVIIIe siècle, et agrandi au XIXe siècle par une aile aujourd'hui démolie. Édifice partiellement classé au titre des Monuments historiques[35] par arrêté du 18 octobre 1993, pour l'aile ouest des communs, salle voûtée, pavillon, fuie et leurs fossés, et partiellement inscrit au titre des monuments historiques par arrêté du 28 février 1991, pour les façades et toitures du château, grille et saut de loup, chapelle, salon décoré de portraits, et communs du XVIe siècle, y compris le pigeonnier fortifié.
- Église Saint-Méen, dédiée à saint Méen, des XIe XIIe XIIIe et XVIe siècles, inscrite au titre des monuments historiques par arrêté du 25 juillet 1973[36].
- Presbytère, du XVIIIe siècle, ancien prieuré-cure[Note 2] de l'abbaye Toussaint d'Angers, inscrit au titre des monuments historiques par arrêté du 25 juillet 1973[36].
- Maisons et fermes, des XVe, XVIe, XVIIe et XVIIIe siècles.
- Manoir dit la Cour de Lasse, des XVe, XVIIe et XIXe siècles.
- Manoir de Parcé, du XVe ou XVIe siècle.
- Ensemble seigneurial de Poizieux[37],[38], ou de Poisieux[39], des XVe, XVIe, XVIIIe et XIXe siècles.
- Manoir la Souche, des XVe et XIXe siècles.

## Pour approfondir